# Pierre Wagner
Pour les articles homonymes, voir Wagner.
Pierre Wagner, né en 1963 en France, est un philosophe et logicien français. Auteur et directeur de nombreux ouvrages portant sur la logique, il est directeur de l'Institut d'histoire et de philosophie des sciences et des techniques depuis 2018. Son champ de recherche couvre la logique, et les rapports entre la science et la philosophie.

## Biographie

### Formation
Ancien élève de l'École normale supérieure (L 1983), Pierre Wagner obtient un DEA de logique à Paris-VII, puis un DEA de philosophie des sciences à Paris 1. Agrégé de philosophie en 1989, il soutient une thèse intitulée Machine et pensée : l'importance philosophique de l'informatique et de l'intelligence artificielle sous la direction de Jean Mosconi.

### Travaux et carrière
Nommé professeur des universités en 2011, il enseigne la philosophie de la logique à Paris-I.

## Publications

### Livres
- Pierre Wagner (coordinateur), Logique et épistémologie, Vrin, coll. « Didac-Philo », 2025, 452 p. (ISBN 978-2-7116-3211-4).
- Logique et philosophie, Paris, Ellipses, 2014.
- La Logique, Paris, PUF, coll. « Que sais-je ? », 2007 (réimpr. 2020).
- La Machine en logique, Paris, PUF, 1998[4].

### Direction d'ouvrages
Pierre Wagner dirige de nombreux ouvrages ayant trait à la logique et à la philosophie analytique :
- Précis de philosophie de la logique et des mathématiques, vol. 1, Philosophie de la logique, (avec Francesca Poggiolesi), Paris, Éditions de la Sorbonne, 2021.
- R. Carnap, L'Espace, Introduction et traduction, Paris, Gallimard, 2017.
- R. Carnap, Logique inductive et probabilité 1945-1970, Paris, Vrin, 2015.
- R. Carnap, Testabilité et signification, Paris, Vrin 2015.
- Carnap's Ideal of explication and naturalism, Palgrave Macmillan, 2012[5].
- Carnap's Logical Syntax of Language, Palgrave Macmillan, 2009[6].
- Mathématiques et expérience, 1918-1940. L'empirisme logique à l'épreuve, Paris, Odile Jacob, 2008 (en co-direction avec Jacques Bouveresse).
- L'Âge d'or de l'empirisme logique, 1929-1936, Paris, Gallimard, coll. « La Bibliothèque de philosophie », 2006 (en co-direction avec Christian Bonnet)[7],[8].
- Philosophie des sciences, Paris, Vrin, coll. « Textes clefs », 2004 (en co-direction avec Sandra Laugier)
  - vol. 1 : « Théories, expériences et méthodes », 370 p.
  - vol. 2 : « Naturalismes et réalismes », 426 p., .
- Les Philosophes et la science, Paris, Gallimard, coll. « Folio-essais », 2002, réédition 2005 et 2008.